# Ginásio da Brigada Militar
Das Ginásio da Brigada Militar (auch: Ginásio Universíade) ist eine Multifunktionssporthalle in der brasilianischen Metropole Porto Alegre in Rio Grande do Sul.

## Geschichte
Sie wurde 1963 anlässlich der Ausrichtung der Sommer-Universiade innerhalb von wenigen Monaten errichtet und hat ein Fassungsvermögen von 7.000 Zuschauern. Bei der Eröffnung wurde ein Mädchen im Gedränge der zu vielen Zuschauer tot getrampelt. Die Presse unterdrückte diese Meldung. Hier fanden die Basketball- und Volleyballturniere statt.
Anschließend stand die Sporthalle der Militärpolizei zur Verfügung. Inzwischen ist die Turnhalle auch für die übrige Bevölkerung geöffnet. Sie war lange Zeit die größte Indoor-Sportanlage in Porto Alegre und Rio Grande do Sul bis im Jahr 1975 das Ginásio Gigantinho eingeweiht wurde.